# ليف ترابطي
ألياف الارتباط أو ألياف ترابطية (بالإنجليزية: Association fibers)‏ هي محاور عصبية تربط بين المناطق العصبية بالقشرة المخية الموجودة على نفس النصف من الدماغ مع بعضها البعض.